# Septième circonscription du Haut-Rhin
Cette circonscription a été supprimée lors du redécoupage des circonscriptions législatives françaises de 2010.
Les cantons de Cernay, Ensisheim et Soultz-Haut-Rhin ont été rattachés à la nouvelle 4e circonscription tandis que le canton de Guebwiller était rattaché à la 2e.

## Description géographique et sociologique
La 7e circonscription du Haut-Rhin était constituée de quatre cantons :
- Canton de Cernay
- Canton d'Ensisheim
- Canton de Guebwiller
- Canton de Soultz-Haut-Rhin

Circonscription largement catholique, et cela dans l'ensemble des cantons. La part des populations protestantes est ici l'une des plus faibles d'Alsace, très nettement inférieure même à son niveau Haut-Rhinois. Ceci étant la résultante directe des paix religieuses établies en 1555 et 1648, conférant ces territoires à des « puissances catholiques ». Aucune commune de la circonscription ne peut être considérée comme de tradition ou majoritairement protestante.
Arrondissement entièrement dialectophone, la pratique du Français y est restée faible, notamment dans le canton d'Ensisheim, jusque dans les années 1950-1960. La pratique de l'Alsacien y reste par ailleurs très développée, notamment dans les communes les plus rurales mais aussi à Guebwiller ou Ensisheim. Une majorité de la population déclare comprendre et parler l'Alsacien.

## Description politique
L'arrondissement de Guebwiller avait été dominé, à l'image de la plupart des circonscriptions du Haut-Rhin, par le parti catholique alsacien Union populaire républicaine entre 1919 et 1939, celui-ci devant faire face à une certaine concurrence venue à la fois des socialistes, alors bien implantés à Guebwiller, et du mouvement populiste « Bauernbund ». L'UPR détint cependant le siège sans interruptions durant tout l'entre-deux-guerres, étant ici représentée par l'aile la plus sociale du mouvement. 
Ici comme dans la plupart des circonscriptions du Haut-Rhin, cette domination de la démocratie-chrétienne se maintint durant la IVe république à travers les résultats importants réalisés par le MRP, notamment en 1946 et 1956. On notait par ailleurs un fort penchant pour le gaullisme, que représenta à partir de 1951, le maire de Pulversheim Georges Bourgeois. Les élections de 1958 favorisèrent de fait le parti gaulliste et la domination personnelle de G. Bourgeois sur l'arrondissement. Bourgeois fut élu facilement en 1958, réélu au premier tour en 1962, 1967 et 1968. Parallèlement le député s'imposait comme l' « homme fort » du département, en occupant à partir de 1958, la présidence du conseil général, qu'il devait conserver jusqu'en 1973. 
L'arrondissement de Guebwiller ne devait cependant pas échapper à la remontée généralisée de la démocratie-chrétienne, amorcée après 1969, ainsi qu'à la poussée du PS. Si lors des élections législatives de 1973, G. Bourgeois conserva assez facilement son siège au second tour, il subit quelques mois plus tard un échec cinglant lors des élections cantonales à Ensisheim, où il fut battu par le candidat démocrate-chrétien E. Spiess. Partant, la présidence du conseil général lui échappa, et revint au CDS Henri Goetschy, qui avait été son adversaire malheureux en 1967. Cette série d'échecs conduisit G. Bourgeois à ne pas se représenter en 1978. Le candidat RPR et maire de Guebwiller, Charles Haby, réussit à emporter la primaire contre ses adversaires de l'UDF, puis à triompher du candidat PS au second tour. Il fut réélu facilement en 1981, mais on notait une progression du PS dans le contexte de la « vague rose » successive à l'élection de F. Mitterrand. C. Haby ne se représenta pas en 1986, la circonscription connaissant alors, conséquence du scrutin proportionnel départemental, une absence de représentation locale, aucun élu n'y ayant d'attaches électives. 
Circonscription instable et hétérogène, plutôt rurale autour des cantons de Soultz et Ensisheim, nettement plus urbaine dans le canton de Cernay, la 7e circonscription s'est caractérisée depuis 1988 par une « valse » des députés. En 1988 elle avait élu le maire de Thann (pourtant située dans la 3e circonscription) J.P Baeumler (PS) contre le maire de Guebwiller et ancien député C. Haby (RPR) avec 52 %. À l'occasion de la « vague bleue » de 1993 le candidat de la droite M. Habig, maire d'Ensisheim et président de la FDSEA 68, l'avait emporté contre le député sortant avec 52 %. En 1997 le candidat du PS J.P Baeumler (43 %) avait pris sa revanche en battant M. Habig (38 %) lors d'une triangulaire avec le candidat du FN (19 %). Lors des dernières élections J.P Baeumler a cependant à nouveau été battu par le nouveau candidat de droite M. Sordi (UMP), maire de Cernay, qui a réalisé 53,7 % des voix. 
La circonscription présente de fait une hétérogénéité politique certaine. Les cantons de Guebwiller et Ensisheim penche plus nettement à droite que ceux de Soultz et Cernay. Cependant l'ensemble des cantons de la circonscription avait choisi J.P Baeumler en 1997, comme ils ont choisi en M. Sordi en 2002. La gauche est plus implantée dans le canton de Soultz, tenu par un conseiller général divers gauche ex-PS. La droite est elle bien implantée dans le canton de Guebwiller et celui d'Ensisheim, elle bénéficie surtout d'un bon réseau d'élus locaux dans l'ensemble de la circonscription. Le FN réalise de très bons scores lors des élections présidentielles, bénéficiant des problèmes d'emploi dans l'ancien bassin potassique. Il est notamment très bien implanté dans le canton de Cernay, anciennement très marqué à gauche, où il a dépassé 30 % en 1995 et 2002 (Pour 2002 Le Pen + Mégret). 
À l'occasion de l’élection présidentielle de 1988 la circonscription avait choisi F. Mitterrand à une très large majorité (59,8 %). En 1995, elle avait placé J.M Le Pen nettement en tête (27,4 %), devant E. Balladur (19,7 %), L. Jospin (19,5 %) et J. Chirac (14,2 %). Au 2e tour elle avait été la seule circonscription alsacienne à choisir L. Jospin (51,2 %), en baisse sensible par rapport au score Mitterrand de 1988. En 2002 elle plaçait à nouveau J.M Le Pen en tête (25,5 %) devant J. Chirac (14,7 %)  et L. Jospin (11,7 %).
Les élections présidentielle et législatives de 2007 marquèrent une forte progression des candidats de droite dans la circonscription, auparavant assez instable, renforçant ainsi l'avance de la droite ici. Le premier tour de l’élection présidentielle marqua la première étape de cette progression, N. Sarkozy arriva en tête avec 32,1 % des voix, faisant plus que doubler le score de J. Chirac en 2002 et se rapprochant du résultat de V. Giscard d'Estaing en 1974. Il dépassait 30 % dans l'ensemble des cantons, obtenant par ailleurs des scores assez proches dans les quatre cantons allant de 30,6 % à Guebwiller à 33,1 % à Ensisheim. C'est le candidat UDF, F. Bayrou, qui arrivait en seconde position, avec 19,3 % des voix, faisant plus que doubler son score de 2002, dépassant 21 % à Guebwiller et s'approchant de la barre des 20 % à Soultz, il était plus faible à Cernay et Ensisheim. La performance de S. Royal, 17,8 % des voix, était en retrait du score de L. Jospin en 1995 et marquait la baisse de la gauche dans l'ancien bassin potassique qui lui avait été relativement favorable en 1981. Elle ne dépassait 19 % dans aucun canton, tombant même à 16,2 % à Ensisheim. Le grand vaincu restait cependant J-M Le Pen, qui, après avoir réalisé des scores très importants dans la circonscription, perdait près de 10 points par rapport à 2002 et ne dépassait plus la barre des 20 %, il n'obtenait en effet que 16,2 % et ne dépassait 17 % dans aucun canton. La chute de l'extrême droite, en retrait de près de 15 points par rapport à 2002, profitait, ici comme dans le reste de la circonscription, à N. Sarkozy et, dans une moindre mesure, à F. Bayrou. Le second amplifia encore les tendances du premier, N. Sarkozy obtenant dans la circonscription le meilleur score d'un candidat de droite depuis V. Giscard d'Estaing en 1974. Avec 62,7 % il n'était pas très loin de sa moyenne régionale, dans une circonscription qui avait voté à gauche aux présidentielles de 1988 et 1995, dépassait 65 % à Ensisheim, 62 % à Cernay et Soultz, ancien canton marqués à gauche, et frôlait 60 % à Guebwiller. Le candidat UMP avait bénéficié d'excellents reports des voix UDF et FN, ne suivant les consignes de F. Bayrou et J-M Le Pen. Il l'emportait par ailleurs largement dans l'ensemble des communes de la circonscription. S. Royal, en n'obtenant que 37,3 % des voix, marquait un net reflux de la gauche dans la circonscription, alors que L. Jospin avait devancé J. Chirac en 1995, et perdait du terrain dans l'ensemble des cantons, elle ne dépassait 40 % qu'à Guebwiller et ses scores dans des communes autrefois très marquées à gauche, comme Wittelsheim ou Staffelfelden, étaient particulièrement faibles.
Les élections législatives marquèrent une nouvelle étape dans ce renforcement de l'ancrage à droite de la circonscription, en permettant la large réélection dès le premier tour du député sortant et maire de Cernay, M. Sordi (UMP). Celui-ci obtenait, avec 54,2 %, un meilleur résultat au premier tour que son score de second tour en 2002. Il dépassait la majorité absolue dans l'ensemble des cantons, à l'exception de Guebwiller (48 %), dépassant 57 % à Cernay, 54 % à Ensisheim et 53 % à Soultz. Il se plaçait en tête dans la totalité des communes. Sa progression s'opérait au détriment du FN, mais aussi de la gauche, dont la candidate, M. Hoffarth, réalisait le plus mauvais résultat depuis les années 1970, avec seulement 14,7 %, perdant plus de la moitié des voix obtenues par J-P Baeumler en 2002. Ses scores variaient de 12,4 % à Cernay à 16,1 % à Soultz. Il est vrai qu'elle avait été partiellement affaiblie par le succès du maire vert de Wattwiller, J. Muller, qui obtenait 7,9 % et frôlait les 10 % à Cernay, mais cela ne suffit pas à expliquer la faiblesse du PS. La candidate Modem obtenait 7,8 %, frôlant 12 % à Guebwiller. Une partie très importante des électeurs de F. Bayrou avait cependant choisi de voter pour le député sortant dès le premier tour, désapprouvant la position de celui-ci lors du second tour de l’élection présidentielle. Enfin le FN poursuivait sa chute, n'obtenant plus que 6,9 % des voix, et ne dépassant plus 10 % dans aucun canton.
Les échéances de 2007 ont donc apporté quelques modifications, marquées par un fort renforcement de la droite tout à la fois au détriment du FN et de la gauche. La géographie électorale de la circonscription est donc marquée par une progression importante de la droite dans tous les cantons : Ensisheim reste le plus marqué à droite, accordant plus de 65 % à N. Sarkozy au second tour, Cernay connaît une progression très forte des candidats UMP, tant N. Sarkozy que M. Sordi, tout comme Soultz et Guebwiller. Que le candidat UMP ait obtenu plus de 60 % dans tous les cantons marquent aussi une forte baisse de la gauche ici, alors que Cernay et Soultz apparaissaient encore en 1988 comme très marqués à gauche. Celle-ci régresse fortement au second tour, ne bénéficiant plus de points d'appuis dans aucune commune. Sa baisse s'était amorcée en 1995 au profit de J-M Le Pen, mais une majorité des électeurs FN avaient ensuite voté pour L. Jospin. En 2007 une large partie de ces électeurs s'est portée, si ce n'est au premier tour du moins au second, sur N. Sarkozy lui assurant une majorité très large. Symbole de cette déconfiture, la commune de Wittelsheim, ancien fief de gauche marqué par un fort vote FN à partir de 1995, s'est très largement prononcé pour N. Sarkozy, puis M. Sordi, en 2007. Autre marque de cette progression de la droite et du centre-droit, la seconde place obtenue par F. Bayrou ne s'est cependant pas confirmée aux législatives. Une large majorité des électeurs UDF, ici comme dans le reste de l'Alsace, a choisi de voter pour N. Sarkozy au second tour, car se situant nettement au centre-droit, et vota pour M. Sordi aux législatives. Enfin, la chute du FN, en certains endroits vertigineuse, a largement profité à N. Sarkozy aux deux tours de la présidentielle, puis à M. Sordi aux législatives.

## Historique des résultats
| Législature | Début de mandat | Fin de mandat  | Député               | Parti politique | Observations |
| ----------- | --------------- | -------------- | -------------------- | --------------- | --- |
| IXe         | 23 juin 1988    | 1er avril 1993 | Jean-Pierre Baeumler | PS              | maire de Thann, conseiller régional.                                                                                           |
| Xe          | 2 avril 1993    | 21 avril 1997  | Michel Habig         | RPR             | maire et conseiller général d'Ensisheim. Mandat écourté à la suite d'une dissolution parlementaire décidée par Jacques Chirac. |
| XIe         | 12 juin 1997    | 18 juin 2002   | Jean-Pierre Baeumler | PS              | maire de Thann. |
| XIIe        | 19 juin 2002    | 19 juin 2007   | Michel Sordi         | UMP             | maire de Cernay. |
| XIIIe       | 20 juin 2007    | 19 juin 2012   | Michel Sordi         | UMP             | maire de Cernay. |

## Historique des élections

### Élections de 1988
| Candidat       | Candidat                 | Parti               | Premier tour | Premier tour | Second tour | Second tour |  |
| Candidat       | Candidat                 | Parti               | Voix         | %            | Voix        | %           |  |
| -------------- | ------------------------ | ------------------- | ------------ | ------------ | ----------- | ----------- |  |
|                | Jean-Pierre Baeumler élu | PS                  | 16 078       | 41,38        | 21 529      | 52,37       |  |
|                | Charles Haby             | Divers droite (URC) | 15 560       | 40,04        | 19 580      | 47,63       |  |
|                | Armand Kastner           | FN                  | 5 919        | 15,23        |             |             |  |
|                | Roland Kientzy           | PCF                 | 1 301        | 3,35         |             |             |  |
|                |                          |                     |              |              |             |             |  |
| Inscrits       | Inscrits                 | Inscrits            | 61 095       | 100,00       | 61 088      | 100,00      |  |
| Abstentions    | Abstentions              | Abstentions         | 20 679       | 33,85        | 18 546      | 30,36       |  |
| Votants        | Votants                  | Votants             | 40 416       | 66,15        | 42 542      | 69,64       |  |
| Blancs et nuls | Blancs et nuls           | Blancs et nuls      | 1 558        | 3,85         | 1 433       | 3,37        |  |
| Exprimés       | Exprimés                 | Exprimés            | 38 858       | 96,15        | 41 109      | 96,63       |  |

Le suppléant de Jean-Pierre Baeumler était Gérard Moog, directeur d'institut médico-social.

### Élections de 1993
| Candidat       | Candidat                     | Parti          | Premier tour | Premier tour | Second tour | Second tour |  |
| Candidat       | Candidat                     | Parti          | Voix         | %            | Voix        | %           |  |
| -------------- | ---------------------------- | -------------- | ------------ | ------------ | ----------- | ----------- |  |
|                | Michel Habig élu             | RPR (UPF)      | 12 619       | 30,15        | 21 348      | 52,96       |  |
|                | Jean-Pierre Baeumler sortant | PS             | 9 642        | 23,04        | 18 963      | 47,04       |  |
|                | Hervé Dick                   | FN             | 7 163        | 17,12        |             |             |  |
|                | Antoine Waechter             | Les Verts (EÉ) | 7 158        | 17,1         |             |             |  |
|                | Yves Lourdel                 | PCF            | 1 380        | 3,3          |             |             |  |
|                | José Sanjuan                 | Divers droite  | 1 331        | 3,18         |             |             |  |
|                | Aimé Sense                   | LO             | 1 115        | 2,66         |             |             |  |
|                | Maurice Triponel             | CNIP           | 759          | 1,81         |             |             |  |
|                | Nicole Loup                  | LT-LNÉ         | 682          | 1,63         |             |             |  |
|                |                              |                |              |              |             |             |  |
| Inscrits       | Inscrits                     | Inscrits       | 64 013       | 100,00       | 64 013      | 100,00      |  |
| Abstentions    | Abstentions                  | Abstentions    | 19 271       | 30,1         | 20 402      | 31,87       |  |
| Votants        | Votants                      | Votants        | 44 742       | 69,9         | 43 611      | 68,13       |  |
| Blancs et nuls | Blancs et nuls               | Blancs et nuls | 2 893        | 6,47         | 3 300       | 7,57        |  |
| Exprimés       | Exprimés                     | Exprimés       | 41 849       | 93,53        | 40 311      | 92,43       |  |

La suppléante de Michel Habig était Marie-Elisabeth Kruch, chargée de mission, Guebwiller.

### Élections de 1997
| Candidat       | Candidat                 | Parti                | Premier tour | Premier tour | Second tour | Second tour |  |
| Candidat       | Candidat                 | Parti                | Voix         | %            | Voix        | %           |  |
| -------------- | ------------------------ | -------------------- | ------------ | ------------ | ----------- | ----------- |  |
|                | Jean-Pierre Baeumler élu | PS                   | 12 380       | 28,02        | 20 406      | 43,27       |  |
|                | Michel Habig sortant     | RPR                  | 12 159       | 27,52        | 17 929      | 38,02       |  |
|                | Jean-Marie Schneider     | FN                   | 10 013       | 22,66        | 8 824       | 18,71       |  |
|                | Jacques Muller           | Les Verts            | 2 411        | 5,46         |             |             |  |
|                | Jacques Cordonnier       | Extrême droite (ADA) | 1 844        | 4,17         |             |             |  |
|                | Judith Siboni            | Divers               | 1 637        | 3,70         |             |             |  |
|                | Aimé Sense               | LO                   | 1 530        | 3,46         |             |             |  |
|                | Aimé Muré                | PCF                  | 1 363        | 3,08         |             |             |  |
|                | Jean-Jacques Gonneau     | LDI (MPF)            | 850          | 1,92         |             |             |  |
|                |                          |                      |              |              |             |             |  |
| Inscrits       | Inscrits                 | Inscrits             | 66 481       | 100,00       | 66 480      | 100,00      |  |
| Abstentions    | Abstentions              | Abstentions          | 19 880       | 29,9         | 17 432      | 26,22       |  |
| Votants        | Votants                  | Votants              | 46 601       | 70,1         | 49 048      | 73,78       |  |
| Blancs et nuls | Blancs et nuls           | Blancs et nuls       | 2 414        | 5,18         | 1 889       | 3,85        |  |
| Exprimés       | Exprimés                 | Exprimés             | 44 187       | 94,82        | 47 159      | 96,15       |  |

Le suppléant de Jean-Pierre Baeumler était Jean-Claude Delbarre, conseiller municipal de Cernay, professeur d'histoire.

### Élections de 2002
| Candidat       | Candidat                     | Parti          | Premier tour | Premier tour | Second tour | Second tour |  |
| Candidat       | Candidat                     | Parti          | Voix         | %            | Voix        | %           |  |
| -------------- | ---------------------------- | -------------- | ------------ | ------------ | ----------- | ----------- |  |
|                | Michel Sordi élu             | UMP            | 16 617       | 38,88        | 20 220      | 53,79       |  |
|                | Jean-Pierre Baeumler sortant | PS             | 13 949       | 32,63        | 17 373      | 46,21       |  |
|                | Jacqueline Benoit            | FN             | 6 416        | 15,01        |             |             |  |
|                | Gabriel Rudolf               | MNR            | 1 801        | 4,21         |             |             |  |
|                | Jean-Luc Chateaudon          | MÉI            | 1 660        | 3,88         |             |             |  |
|                | Aimé Sense                   | LO             | 883          | 2,07         |             |             |  |
|                | Nadia Peter                  | PCF            | 701          | 1,64         |             |             |  |
|                | Hervé Brochart               | MPF            | 484          | 1,13         |             |             |  |
|                | Francine Mayeur              | Divers (PF)    | 233          | 0,55         |             |             |  |
|                |                              |                |              |              |             |             |  |
| Inscrits       | Inscrits                     | Inscrits       | 71 089       | 100,00       | 71 088      | 100,00      |  |
| Abstentions    | Abstentions                  | Abstentions    | 27 313       | 38,42        | 32 073      | 45,12       |  |
| Votants        | Votants                      | Votants        | 43 776       | 61,58        | 39 015      | 54,88       |  |
| Blancs et nuls | Blancs et nuls               | Blancs et nuls | 1 032        | 2,36         | 1 422       | 3,64        |  |
| Exprimés       | Exprimés                     | Exprimés       | 42 744       | 97,64        | 37 593      | 96,36       |  |

Le suppléant de Michel Sordi était Thomas Birgaentzle, maire de Soultz-Haut-Rhin, agent de maitrise.

### Élections de 2007
|                | Michel Sordi sortant réélu | UMP            | 22 904 | 54,27  |  |  |  |
|                | Catherine Hoffarth         | PS             | 6 017  | 14,26  |  |  |  |
|                | Jacques Muller             | Les Verts      | 3 330  | 7,89   |  |  |  |
|                | Anne Dehestru              | UDF–MoDem      | 3 309  | 7,84   |  |  |  |
|                | José Sanjuan               | FN             | 2 906  | 6,89   |  |  |  |
|                | Nadia Peter-Lantz          | PCF            | 768    | 1,82   |  |  |  |
|                | Laurent Cusey              | LCR            | 672    | 1,59   |  |  |  |
|                | Claudine François-Wilser   | MÉI            | 633    | 1,50   |  |  |  |
|                | Aimé Sense                 | LO             | 489    | 1,16   |  |  |  |
|                | Daniel Weber               | Divers         | 451    | 1,07   |  |  |  |
|                | François Herzog            | MPF            | 389    | 0,92   |  |  |  |
|                | Amaury Blochet             | MNR            | 338    | 0,80   |  |  |  |
|                |                            |                |        |        |  |  |  |
| Inscrits       | Inscrits                   | Inscrits       | 77 078 | 100,00 |  |  |  |
| Abstentions    | Abstentions                | Abstentions    | 33 955 | 44,05  |  |  |  |
| Votants        | Votants                    | Votants        | 43 123 | 55,95  |  |  |  |
| Blancs et nuls | Blancs et nuls             | Blancs et nuls | 917    | 2,13   |  |  |  |
| Exprimés       | Exprimés                   | Exprimés       | 42 206 | 97,87  |  |  |  |